# 256 (getal)
Het natuurlijke getal tweehonderdzesenvijftig, in het decimale stelsel geschreven als 256, volgt op 255 en gaat vooraf aan 257.

## Wiskunde
Het getal {\displaystyle 256} heeft (onder meer) de volgende eigenschappen.
- Het is een samengesteld getal, met als ontbinding in priemfactoren: {\displaystyle 256={{2}^{8}}}.
- En daarmee is het dus een macht van {\displaystyle 2}.
- Het getal is een kwadraat: {\displaystyle 256={{16}^{2}}}, en dus ook een kwadraatgetal (perfect vierkant).
- De schrijfwijze {\displaystyle 256=((2^{2})^{2})^{2}} is bijzonder; zie zenzizenzizenzic.
- Het getal kan worden geschreven als tetratie: {\displaystyle 256={}^{2}4}.

Dat wil zeggen: met grondtal {\displaystyle 4} én exponent {\displaystyle 4} (d.w.z. {\displaystyle 256={{4}^{4}}}). Dit heeft dezelfde betekenis als {\displaystyle 4\uparrow \uparrow 2} in Knuths pijlomhoognotatie.
En ook nog:
- {\displaystyle 256=1+3+5+...+31}
- {\displaystyle 256=16^{2}} en {\displaystyle 169=13^{2}} zijn kwadratisch bevriend, omdat {\displaystyle {\text{cijfersom}}(256)=13} en {\displaystyle {\text{cijfersom}}(169)=16}.
- {\displaystyle n=256} is het 44e getal in de rij {\displaystyle 2,3,5,10,11,12,16...} waarvoor {\displaystyle q={\frac {{{n}^{5}}+1}{n+1}}} een priemgetal is (in dit geval is {\displaystyle q=4.278.255.361}).[1][2]

## Computerwetenschap
- Een byte, de binaire eenheid voor informatie, bestaat uit een “woord” van {\displaystyle 8} bits, en heeft daarmee dus {\displaystyle 256} mogelijke waarden {\displaystyle 0,1,...,255} (hexadecimaal {\displaystyle 00,01,...,FF}).
- De digitale kleurcode RGB kent voor elk van de kleuren rood, groen en blauw {\displaystyle 256} waarden, genoteerd met zes "cijfers" RRGGBB. Het aantal mogelijke kleuren is dan:

{\displaystyle {{16}^{6}}={{256}^{3}}={{2}^{{2}^{{3}^{3}}}}=16.777.216}
- Het aantal kleuren in een GIF-bestand is (meestal) beperkt tot {\displaystyle 256}.
- Het aantal tekens in extended ASCII is {\displaystyle 256}.
- Een {\displaystyle 256}-bit geheugenadres kan {\displaystyle {{2}^{256}}\approx 1{,}15792089\cdot {{10}^{27}}} waarden aannemen.
- Een lengte van {\displaystyle 256} bits is gebruikelijk voor de sleutelcode bij symmetrische cryptografie (AES).

## In het dagelijks leven
- De 256e dag in een niet-schrikkeljaar is 13 september.
- In het Braille-systeem met acht punten kunnen {\displaystyle {{2}^{8}}=256} karakters worden weergegeven.[3]
- Landnummer van Oeganda (.ug – telefoon): +256
- A256 en N256, auto- en provinciale weg in Nederland; N256, gewestweg in België
- Artikel 256 Wetboek van Strafrecht – Te vondeling leggen[4]
- Geheugenkaart: een grootte van 256 GB (gigabyte) houdt in dat er op zo'n kaart zeker 50.000 foto's van (gemiddeld) 10 Mpx (megapixel) kunnen worden opgeslagen.[5]